# مهارت‌های زنده‌ماندن

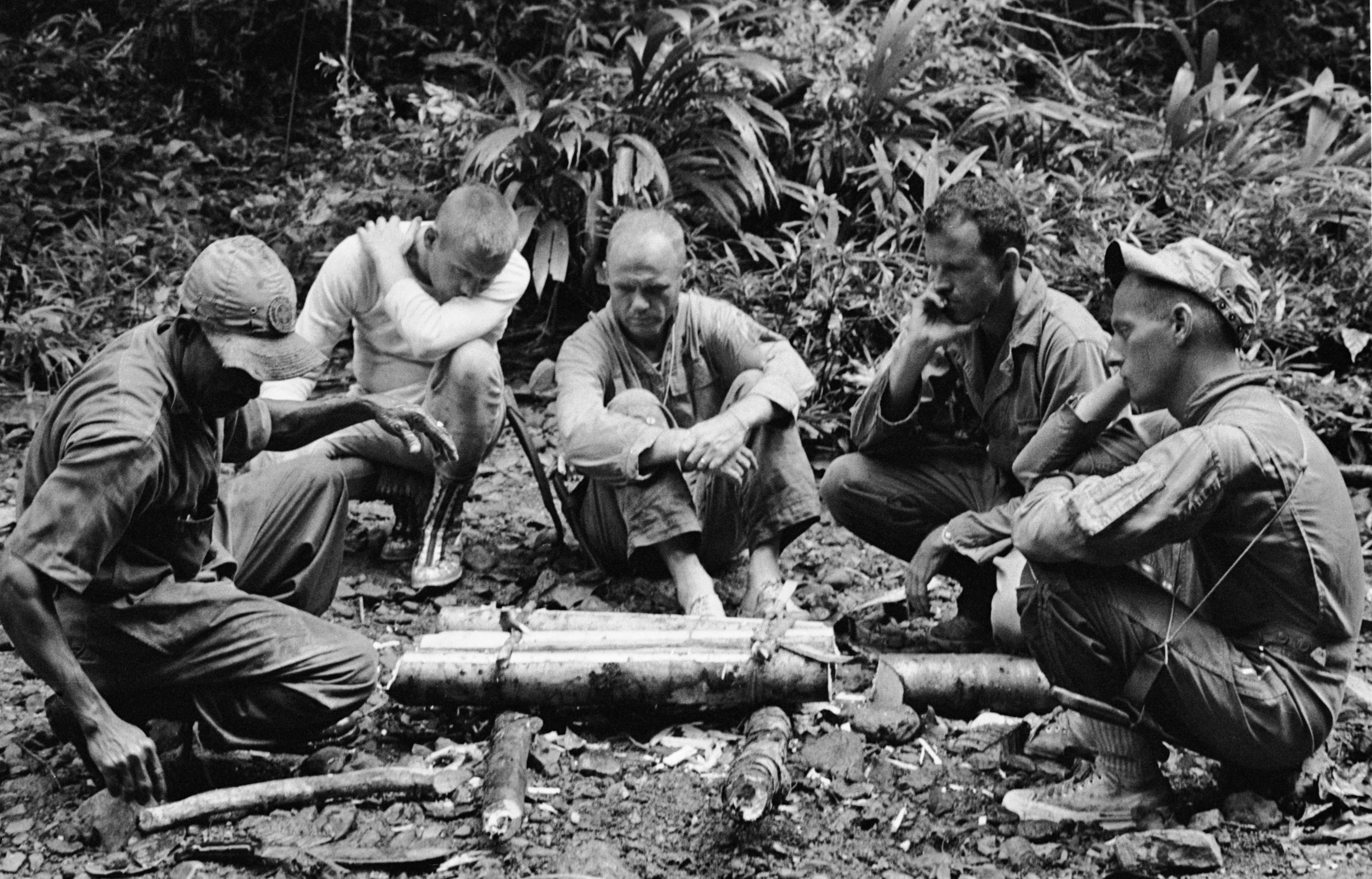
فضانوردان در حال شرکت در جلسه تمرین بقا در شرایط گرمسیری در پایگاه نیروی هوایی آلبروک در نزدیکی کانال پاناما، ۱۹۶۳. به ترتیب از چپ به راست: یک مربی ناشناس، نیل آرمسترانگ، جان گلن، گوردون کوپر و پیت کنراد. تعلیم بقا در شرایط سخت، برای فضانوردان دارای اهمیت بالایی است؛ چرا که در صورت پرتاب ناموفق یا بازگشت غیردقیق به زمین، احتمال این وجود دارد که فضانوردان در بیابانی دورافتاده فرود بیایند.

مهارت‌های زنده‌ماندن  یا مهارت‌های بقا (به انگلیسی: Survival skills)، مهارت‌هایی هستند که یک فرد ممکن است در شرایط خطرناکی همچون بلایای طبیعی با استفاده از آن‌ها جان خود و دیگران را نجات دهد. با این مهارت‌ها می‌توان نیازهای ضروری زندگی انسان همچون آب، غذا، تنظیم دمایی، سرپناه، زیستگاه، توانایی تفکر صحیح، توانایی ارسال علامت برای کمک، ناوبری ایمن، اجتناب از برخوردهای مهلک و ناخوشایند با حیوانات و گیاهان و توانایی مداوای مجروحان یا بیماران احتمالی را فراهم کرد. بیشتر ایده‌ها و تکنیک‌های مربوط به مهارت‌های بقا، توسط مردمان دوران باستان ابداع شده و به مدت هزاران سال به کار گرفته شده‌اند. فعالیت‌های خارج از محیط‌های بسته همچون پیاده‌گردی، کوله‌گردی، اسب‌سواری، ماهی‌گیری و شکار، همگی نیازمند مهارت‌های اساسی بقا، به ویژه در شرایط اضطراری هستند.